# 迪特尔·赫尔佐克
迪特尔·赫尔佐克（德語：Dieter Herzog，1946年7月15日—），德国前男子足球运动员，场上位置是中场。他曾代表西德国家队参加1974年国际足联世界杯，结果队伍获得冠军。